# Arne Svendsen (violinist)
 Der er flere personer med dette navn, se Arne Svendsen.
Arne Svendsen (født 18. juli 1929, død 21. februar 2010 i Helsinge) var en dansk violinist og kgl. kapelmusikus.
Arne Svendsen blev uddannet på Det Kgl. Danske Musikkonservatorium. Som studerende dannede han sammen med violinist Reidar Knudsen (senere erstattet af Palle Heichelmann), bratschist Knud Frederiksen og cellist Jørgen Jensen (senere afløst af René Honnens) den kvartet, som senere tog navnet Den Danske Kvartet (oprindeligt Den Nye Danske Kvartet). Efter sin debut i 1950 fik ensemblet snart efter en betydelig turnévirksomhed i hele Europa, USA og Sovjetunionen og blev i 1967 som det første ensemble i Danmark udnævnt til "statskvartet". Kvartetten fik til opgave at repræsentere Danmark i udlandet, at fremføre nyere dansk kammermusik og at udøve musikpædagogik på skoler og på højskoler. Kvartetten var samtidig involveret i mangfoldige grammofonindspilninger af såvel klassisk som moderne repertoire. Inden kvartetten blev statskvartet, var Arne Svendsen medlem af Det Kongelige Kapel, og da kvartetten ophørte med at være statskvartet i 1978, blev Arne Svendsen via en konkurrence medlem af Radiosymfoniorkestrets førsteviolingruppe.
Han er begravet på Helsinge Kirkegård.